# I Wanna Be with You (canção da Mandy Moore)
"I Wanna Be with You" é uma música da cantora norte-americana Mandy Moore. Foi lançado como o único single do segundo álbum de estúdio de cantora, de mesmo nome, em 11 de abril de 2000, um dia depois do 16.º aniversário de Moore. A música recebeu críticas positivas, que elogiaram a voz madura de Moore e o arranjo da música. A música foi incluída na trilha sonora do filme Center Stage, de 2000. 
O single chegou ao 24.º lugar na Billboard Hot 100, tornando-se seu primeiro e único single no top 30 nos Estados Unidos, até hoje. A canção também atingiu o 13.º lugar na Austrália e foi certificado com ouro pela ARIA.  

## Videoclipe
O videoclipe foi dirigido por Nigel Dick, e mostra Moore cantando a música para seu interesse amoroso, que foi interpretado por Sascha Radetsky, em um estúdio de dança, fazendo referência ao filme Center Stage. Foi exibido com exaustão na programação da MTV americana.

## Singles
Austrália CD Single
1. "I Wanna Be With You" - 4:12
2. "Let Me Be the One" - 3:48
3. "Candy" - (Rhythm Masters club mix) - 7:35
4. "I Wanna Be With You" - (Soul Solution remix - extended) - 10:16

Estados Unidos Single Oficial
1. "I Wanna Be With You" 4:14
2. "Let Me Be The One" 3:49
3. "Love Shot" 4:24

Estados Unidos 12" Single
1. "I Wanna Be With You" (Soul Solution Mix)
2. "I Wanna Be With You" (Soul Solution Dub)

Reino Unido Maxi CD Single
1. "I Wanna Be With You" (Radio Edit) 4:12
2. "I Wanna Be With You" (Soul Solution Remix Extended) 10:16
3. "Candy" (Rhythm Masters Club Mix) 7:35

Reino Unido CD Single
1. "I Wanna Be With You" (Radio Edit)
2. "I Wanna Be With You" (Soul Solution Remix - Radio Edit)

Brasil Maxi CD Single, Promocional
1. "I Wanna Be With You" (Album Version)
2. "I Wanna Be With You" (Soul Solution Radio Edit Remix)
3. "I Wanna Be With You" (Soul Solution Remix)
4. "I Wanna Be With You" (Soul Solution Dub Remix)

México CD Single, Promocional
1. "I Wanna Be With You" (Radio Edit)

## Desempenho nas Paradas
| Paradas Musicais (2000)     | Posição |
| --------------------------- | ------- |
| (ARIA)                      | 13      |
| (Canadian Hot 100)          | 24      |
| (European Hot 100 Singles)  | 68      |
| (IRMA)                      | 34      |
| (Official Charts Company)   | 19      |
| Official Charts Company     | 21      |
| Billboard Hot 100           | 24      |
| Billboard Mainstream Top 40 | 11      |
| Billboard Rhythmic          | 31      |
| Billboard Radio Songs       | 23      |
| Billboard Top 40 Tracks     | 14      |

## Certificação
| País   | Certificação | Vendas |
| ------ | ------------ | ------ |
| (ARIA) | Ouro         | 35,000 |